# Reflexionsavbildning
Reflexionsavbildning (engelska Reverberation mapping) är en statistisk metod inom astrofysiken, främst använd i samband med hastighetsanalyser av gasskivor kring kompakta objekt som supermassiva svarta hål i aktiva galaxkärnor. Tekniken används för att mäta storleken och strukturen på området med dopplerbreddade emissionslinjer och därav dra slutsatser om det centrala svarta hålets massa.
Kring närbelägna galaxers kärnor är det möjligt att analysera vattenmasrar med direkta dopplermätningar.[källa behövs] För avlägsna aktiva galaxer, kan vidden på dopplerbreddade spektrallinjer användas för att studera gasen som snurrar runt nära det svarta hålets händelsehorisont. Tekniken med reflexionsavbildning utnyttjar dessa linjers föränderlighet för att mäta upp massa och eventuellt rotation hos det supermassiva mörka objektet som är den aktiva galaxens "motor". På så sätt försöker man bestämma den bredlinjeemitterande regionens läge, storlek och form.
Metoden har vissa matematiska likheter med Lombs periodogram.